# Ivan Corwin
Pour les articles homonymes, voir Corwin.
Ivan Zachary Corwin (né en 1984) est un mathématicien américain, professeur de mathématiques à l'Université Columbia.

## Recherches
Ses recherches portent sur les probabilités, la physique mathématique, les systèmes quantiques intégrables, les équations aux dérivées partielles stochastiques et la théorie des matrices aléatoires. Il est particulièrement connu pour ses travaux liés à l'équation de Kardar–Parisi–Zhang (en),.  

## Formation et carrière
Corwin est né à Poughkeepsie, New York. Il est diplômé de l'université Harvard en 2006, recevant un AB en mathématiques, et a ensuite obtenu son doctorat du Courant Institute de l'Université de New York sous la direction de Gérard Ben Arous, avec une thèse intitulée « The Kardar-Parisi-Zhang Equation and Universality Class ». Il a été le premier boursier postdoctoral Schramm Memorial chez Microsoft Research, en Nouvelle-Angleterre et au MIT de 2012 à 2014, a été Clay Research Fellow de 2012 à 2016, et a occupé la première chaire Poincaré en 2014 à l'Institut Henri-Poincaré. Corwin enseigne à l'Université Columbia depuis 2013. 

## Récompenses et honneurs
En 2014, Corwin a reçu une bourse de la Fondation David et Lucile Packard pour la science et l'ingénierie ainsi que le prix Rollo-Davidson. Cette même année, il a été invité à présenter son travail au Congrès international des mathématiciens avec une conférence intitulée « Macdonald processes, quantum integrable systems and the Kardar-Parisi-Zhang universality class ». En 2012, il a reçu le prix du jeune scientifique de l'Union internationale de physique pure et appliquée. En 2009-2010 il est lauréat du Prix Wilhelm-Magnus du Courant Institute. 
En 2021 il est lauréat du prix Loève.

## Publications
- avec G. Ben Arous: Current fluctuations for TASEP: A proof of the Prähofer--Spohn conjecture, Annals of Probability, vol 39, 2011, p. 104–138, Arxiv
- The Kardar–Parisi–Zhang equation and universality class, Random Matrices, vol 1, 2012, tome 1, Arxiv
- avec G. Amir, J. Quastel: Probability distribution of the free energy of the continuum directed random polymer in 1+ 1 dimensions, Communications on Pure and Applied Mathematics, vol 64, 2011, p. 466, Arxiv
- avec Alexei Borodin: Macdonald processes, Probability Theory and Related Fields, vol 158, 2014, p. 225–400, Arxiv
- avec Alexei Borodin, Tomohiro Sasamoto: From duality to determinants for q-TASEP and ASEP, Annals of Probability, vol 42, 2014, p. 2314–2382, Arxiv
- avec Jeremy Quastel, Daniel Remenik: Renormalization fixed point of the KPZ universality class, Journal of Statistical Physics, vol 160, 2015, p. 815–834, Arxiv
- avec A. Borodin, V. Gorin: Stochastic six-vertex model, Duke Math. J., vol 165, 2016, p. 563–624, Arxiv
- Kardar-Parisi-Zhang Universality, Notices AMS, mars 2016, Arxiv